# Contea di Togtoh
La contea di Togtoh (托克托县S, Tuōkètuō XiànP) è una contea della Cina, situata nella regione autonoma della Mongolia Interna e amministrata dalla prefettura di Hohhot.